# Храм Северни Зеленчук
Храм Северни Зеленчук  је древни хришћански храм  који се налази на територији насеља Нижње-Архиз у долини реке Бољшој Зеленчук (Карачајeво - Черкесија). Северни Зеленчук једна је од три сачувана цркве у облику крста са куполом из периода од 10. до 11. века, саграђен у насељу Нижње-Архиз. Најстарији од ових цркава је,  храм Средњи Зеленчуг, подигнут у 10. веку,  као катедрала целе Аланије. Храм Северни Зеленчуг, подигнут је крајем 10. или  почетком 11. века, и вероватно је био главни храм великог манастирског комплекса у насељу Доњи Архиз. Овај величанствени и монументални  храм био је највећа хришћанска црква у Алањи. Основана као катедрална црква Аланске епархије, она је била центар њеног духовног и културног живота  од сонивања у периоду од 10. века до пропасти у 13. веку. Најмањи и најновији је  храм Јужни Зеленчуг саграђен  крајем 11. или почетком 12. века, највероватније на имању неке од племићких аланских породица.

## Положај, пространство заштита
Храм Северни Зеленчук смештен је у клисури реке Бољшој Зеленчук на територији насеља Доњи Архиз  - вероватно града Маса, главног град древне Краљевине Аланије (држава Алан) - сада у насељу Нижњи Архиз  у Карачај - Черкезији окружени остацима његових некадашњих стамбених четврти. 
На само два километра од Букова налази се археолошки музеј-резерват. Ово древно насеље је рушевина града Магаса. Научници сугеришу да се управо овде налазио главни град и центар патријаршије древне Аланије.
Насеље се простире на четири и по километра, јасно се издвајају три улице, већи број саобраћајница, остаци камених зидова, рушевине храмова, стамбених зграда, господарских зграда, гробља, па чак и прехришћанских светилишта. У центру насеља пронађена је зграда са пет соба. Први од њих је био ковачница. Унутра је била ковачница, ово је први такав налаз познат на територији средњовековне Аланије. Из птичје перспективе у Нижњем Архизу отвара се идеалан круг, његов унутрашњи пречник је 88 м, ширина зидова је до 2 метра. Од обрађеног камења круг је пресавијен у правилан октаедар. Студије су довеле до закључка да је цела ова структура астрономски објекат, соларни календар, нека врста опсерваторије из периода од 11. до 12 века.
На територији античког насеља сачуване су три средњовековне хришћанске цркве: северна, средња и јужна.
Локација Северног храма одговара монашком карактеру: уклоњен је из центра града и налазио се на периферији, као да је изолован од спољашњег света. Око храма је била велика некропола.
Храм Северни Зеленчук је под зашттом државе јер је сврстан у објекат културног наслеђа народа Руске Федерације од федералног значаја, и као такав заведн у евиденцији под Рег. бр. 091610441360036.

## Историја
У античко доба на територији насеља Доњи Архиз постојао је град, који је неколико векова био важан црквени и економски центар Аланије. У њој се налазила резиденција аланског митрополита, као и ктиторски манастир аланског владара, чија је главна црква вероватно био храм Северни Зеленчук.

### Датовање храма
Тачан датум изградње храма Северни Зеленчук је непознат. Претпоставља се да је подигнут у 10. веку или крајем 11. века (1012/1013, или 1066/1067. године).  Такође је немогуће недвосмислено утврдити порекло мајстора који су  изградили храм; могуће је да су то били абхаски мајстори који су радили заједно са локалним неимарима Аланије.
Прво датовање
Датовање изградње храма Северни Зеленчук  до 10. века утврђено је на основу историјских и архитектонских паралела са храмовима Абхазије: Лихњи, Пицунда, Мокви и тврђавским храмом на реци Бзиби, такође из 10. века. Према истраживачима, конструкција ових храмова не само да има низ сличних детаља, већ показује и заједништво у низу модуларних величина, што омогућава да се говори о њиховој синхроности и припадности истој архитектонској школи.
Друго датовање
Датовање храма у 10. век потврђено је бројним археолошким ископавањима.
- Мајор Потемкин је још 1802. године овако описао камени крст који се налазио на гробљу поред храма, са натписом: Лета од стварања светадо сада, часни крст, 6521“ (1013 од Рождества Христовог ).
- Пошто је гробље у близини храма настало након његове изградње, природно би било да се и храм датира у 10. век.
- Приликом ископавања 1960. године, В. А. Кузњецов је у припрати цркве пронашао масивни бронзани крст са грчким натписом: Чести крст је обновио најбогољубивији монах Тома презвитер . године од Адама 6575, индикт 5.

што одговара 1067. години од Рођења Христовог, мада је према истраживачима, крст  дуго био у употреби пре „обнове“.
Треће датовање
Трећи налаз за датовање је прстен пронађен у остави близу зида храма, на чијем је алмандинском уметку уклесано име Ашота, сина Смбата , јерменског краља, који је владао у Аникијском царству 886-891. године. Према В. А. Кузњецову, прстен владара из 9. века могао је да стигне до обала Великог Зеленчука не раније од 10. века, до тренутка када је изграђен Северни храм. 
Писани извори
Сачувани писани извори такође посредно потврђују датовање храма: у једном од својих писама, цариградски патријарх Николај Мистиц похвалио је владара Абхазије Георгија II, који је владао од 920. до 955. године, због његове „љубоморе“ у христијанизацији. Сличност храма Северни Зеленчук са абхазијским панданима подстакла је В. А. Кузњецова да сугерише да је „љубомора“ Џорџа II била изражена у чињеници да је послао занатлије у Аланију који су тамо подигли низ монументалних храмова.

### Освећење храма
Питање редоследа освећења храма остаје контроверзно. Мајор Потемкин, који је прегледао Северну катедралу 1802. године, оставио је поруку да је на зиду првог храма видео натпис са именом Светог Николе,  на основу чега су каснији истраживачи сматрали да је храм посвећен овоме светитељу и по њему назван Николским. Међутим, према Е. П. Алексејеви, Потемкин је под „првим храмом“ мислио на цркву Јужног Зеленчука.  
Савремена истраживања која су спровели истраживачи Карачајско-черкеског музеја-резервата, везана за одређивање тачног азимута главне осе цркве и њено везивање за датуме јулијанског календара, дозвољавају да тврдимо да је храм ипак био посвећен Светом Николи. Додатна индиректна потврда ове претпоставке може бити чињеница да је крштење Аланије 916. године у великој мери било заслугом цариградског патријарха Николаја Мистика и да је катедрална црква Аланске епархије могла бити освећена у част његовог небеског покровитеља. 

### Верска служба
Тренутно се верска служба у храму одржава само једном годишње, 6. маја – на дан сећања на Светог Георгија Победоносца.
О значајној улози Северног храма и за световну и за црквену власт сведочи, пре свега, присуство богатих сахрана у јужном броду храма (који припадају ктиторима цркве и манастира - можда аланском владару и његовој супрузи). ), и, друго, високим тростепеним синтроном са посебним местом у централној апсиди храма. Такав дизајн синтрона налази се и у византијским црквама овог времена и говори о „очигледном епископском присуству“.

### Манастирски карактер храма
Манастирском карактеру храма Северни Зеленчук одговара и његова локација –  на сонову кје је храм био удаљен од центра града и налазио се на периферији града, као да је изолован од спољашњег света. Око храма се налазила велика некропола.

## Архитектура
По својој архитектонској композицији, храм Северни Зеленчук је у облику уписаног крста, у чијем  средишту  се уздиже купола.
Полукружне апсиде катедрале, у којој се налази олтар, оријентисана  је ка истоку, што одговара најстаријим канонима, према којима је наређено да се хришћански храм изгради ...као брод, дугуљасто распоређен, окренут према истоку, са тремовима  према истоку“.
Архитекта који је изградио ову катедралу узео је страну куполастог трга као почетни модул за конструисање његовог архитектонског облика. Истовремено, дужина храма без припрате (21 метар) једнака је његовој висини и двострукој ширини. Пропорционалност архитектонских облика сугерише да је храм саградио висококвалификовани архитекта византијске школе. Са севера, југа и запада храм има велике отворене тремове са улазима изнутра, а овенчан је бубњем са куполом на четири бока. Зидови се састоје од две шкољке, грађене од тесаних блокова локалног камена пешчара са испуном од шљунка између њих.
- Храм Северни Зеленчук

Током ископавања унутар катедрале, у припрати, археолог В. А. Кузњецов открио је крштење направљено од равних камених плоча. У овом фонту се одвијао један од главних сакрамената хришћанства - обред крштења. 
У овом храму Алани су почетком 10. века примили хришћанство отворајући њихову новију историју. 
Зидови храма у унутрашњости били су прекривени раскошним фрескама, које, нису сачуване до данас, изузев орнамента на деловима олтарских прозора. Крајем 19. века неке од фресака скицирао је крајем 19. века Д. М. Струков, чији цртежи се чувају у архиви Института за материјалну културу Руске академије наука. Ови цртежи показују да је катедралу осликао високопрофесионалан византијски уметник, пошто Алани у то време нису имали своје мајсторе овог нивоа.
Д. М. Струков, који је истраживао насеље Доњи Архиз 1888. године, саставио је албум са акварелним скицама храмова Зеленчук, у коме значајно место заузимају шематски цртежи фресака Северног храма, који су до тада још увек били сачувани. Према речима престоничког уметника рестауратора, крајем 19. века на северном и североисточном зиду храма и даље су биле видљиве слике светаца у шиљатим капуљачама и широким распуштеним одеждама . Једна од фигура је била приказана у пози оранте, поред ње је лик благословеног свеца са јеванђељем у рукама (очигледно, један од јеванђелиста  је Матеј или Лука). Остале бројке се не могу идентификовати. Живопис није сачуван до данас, изузев орнамента на падинама олтарских прозора  .
Дуж свих зидова храма током рестаурације сачувани су фрагменти античког малтера, али без слоја боје. Могуће је да у малтеру има остатака фрескодекорације, али су вероватно прекривени ефлоресценцијом и не виде се одоздо.
- Део фрскодекорације храма Северни Зеленчук, на скицама Д. М. Струкова

Према верзији В. А. Кузњецова, храм који је био посвећен Светом Николају Чудотворцу,  највероватније је на овој локацји саграђен први пут 914-916. (подаци из 2002. године).
У храму су се налазили: једина древна крсна црква на Северном Кавказу, олтар и три гроба код јужног зида.